# Łokot´ (obwód kurski)
Łokot´ (ros. Локоть) – wieś (ros. село, trb. sieło) w zachodniej Rosji, w sielsowiecie kozińskim rejonu rylskiego w obwodzie kurskim.

## Geografia
Miejscowość położona jest nad rzeką Obiesta, 4,5 km od centrum administracyjnego sielsowietu kozińskiego (Kozino), 34 km od centrum administracyjnego rejonu (Rylsk), 136 km od Kurska.

## Historia
Do czasu reformy administracyjnej w roku 2010 wieś Łokot´ była centrum administracyjnym sielsowietu łokot´skiego, który w tymże roku został włączony do sielsowietu kozińskiego.

## Demografia
W 2010 r. miejscowość zamieszkiwało 380 osób.